# The Faith
A The Faith egy rövid életű hardcore punk/dallamos punk együttes volt.

## Története
1981-ben alakultak meg Washingtonban. 1983-ban már fel is oszlottak. Lemezeiket a Dischord Records kiadó dobta piacra, a nyolcvanas évek legtöbb punk zenekarához hasonlóan. A Minor Threat-tel együtt a zenekar a hardcore punk műfaj úttörőinek számított, ugyanis ez a két együttes jelentősen közreműködött a műfaj kifejlődésében. Az amerikai és a brit punk hatott rájuk nagy részben. A tagok több más punkegyüttesben is játszottak. A zenekar rövid karrierjük ellenére a dallamos hardcore punk atyjának számított, és olyan zenekarokra volt hatással, mint az Embrace vagy a Rites of Spring, továbbá a Nirvanara, ugyanis Kurt Cobain nagy rajongója volt a dallamos punknak.

## Tagok
- Alec MacKaye – ének (1981–1983)
- Michael Hampton – gitár (1981–1983)
- Eddie Janney – gitár (1982–1983)
- Chris Bald – basszusgitár (1981-–1983)
- Ivor Hanson – dobok (1981–1983)[1]

## Diszkográfia
- Faith/Void Split (1982)
- Subject to Change (EP, 1983)